# Amoghawadżra
Amoghawadżra ((ur. 705, zm. 774) skt. Amoghavajra अमोघवज्र; chiń. Bukong (不空); kor. Pulkong (불공); jap. Fukū; wiet. Bất Không, Bất Không Kim Cang. Chiń. Zhizang (智藏); kor. Chijang; jap. Chizō; wiet. Trí Tạng; pol. Skarbnica Poznania lub Skarbnica Mądrości (chiń. zhi = skt jñāna). Chiń. Emuqubazhe/Emuqubasheluo Chiń. Bukong Jingang (不空金剛); kor. Pulkong Kŭmgang; jap. Fukūkongō; wiet. Bất Không Kim Cương) — indyjski mnich buddyjski, misjonarz i tłumacz.
Urodził się w Indiach północnych. Do Chin przybył w 719 lub 720 r. razem ze swym mistrzem Wadżrabodhim (skt. Vajrabodhi, chiń. 金剛智) prawdopodobnie z Malabaru na samym południu Indii. Około 20 roku życia przyjął pełną ordynację mnisią w klasztorze Guangfu (廣福寺) w Luoyangu (洛陽). Wspólnie przetłumaczyli na język chiński wiele sutr. Po śmierci Wadżrabodhiego w 730 r. Amoghawadżra powrócił do Indii, udał się na Sri Lankę, gdzie zbierał teksty różnych tantr.
Do Chin powrócił w 746 r.; przywiózł 500 sutr i śastr. Oprócz tłumaczenia tekstów sanskryckich propagował nauki jogaczary i buddyzm tantryczny (ezoteryczny). Za swoje wielkie zasługi jest uważany za patriarchę tantrycznej szkoły chińskiej zhenyan. Inna nazwa tej szkoły to mijiao zong (szkoła Tajemnej Nauki). Za zasługi sprowadzania deszczu w czasie suszy został przez cesarza Xuanzonga (唐玄宗) obdarzony purpurową szatą.
W 749 r. otrzymał zezwolenie na opuszczenie Chin i powrót do Indii, jednak został zatrzymany już na południu kraju. Ok. 756 r. cesarz Suzong wezwał go do stolicy.
Dla buddyzmu chińskiego jest niemal tak ważny jak Padmasambhawa dla Tybetańczyków. Przetłumaczył nie mniej niż 108 dzieł, głównie o charakterze tantrycznym, które znalazły miejsce w chińskiej Tripitace. Wywarł wielki wpływ na dworze cesarskim, był odpowiedzialny za wprowadzenie corocznych ceremonii za zmarłych, które stały się później najbardziej popularnym festiwalem chińskich buddystów.
Przez cesarza Daizonga (唐代宗) w 765 r. został zaszczycony tytułem Daguangzhi Sanzang (Bezkresna Mądrość Tripitaki) oraz rangą ministra państwa. W 767 roku zakończono budowę dużego klasztoru Jinge na górze Wutai pod kierunkiem Amoghawadżry, poświęconego bodhisattwie Mańdziuśriemu, opiekuńczemu bodhisattwie Chin.
Po jego śmierci, w klasztorze Daxingshan (大興善寺) postawiono stupę, w której przechowano relikwie pozostałe po mistrzu.

## Tłumaczenia
T – numer katalogowy w Taishō shinshū daizōkyō, Tokio, 1924-1934; K – numer katalogowy w The Korean Buddhist Canon: a Descriptive Catalogue, Berkeley 1979 r.
- Dacheng yuqie jingang xinghai manshushili qianbeiqian bodajiao wang jing [T 1177a, K 1272] razem z Wadżrabodhim.
- Jingang dingyu qiejiang sanshicheng jiujishen mimen [T 1209, K 1380]